# Luis Darío González
Luis Darío González (Vicente López, Argentina, 18 de junio de 1982) es un futbolista argentino. Juega de volante y su equipo actual es el Club Social y Deportivo Tristán Suárez de Argentina.

## Trayectoria
Hizo inferiores y debutó en Platense. En 2005 pasó a Deportivo Español. También tuvo un breve período por Acassuso y Flandria. En el año 2010 es fichado por Defensores de Belgrano y en 2011 por Estudiantes (BA). A mediados de 2012 se confirmó su arribo a Chacarita Juniors. A principio del año 2013 llegó a Tristán Suárez.

## Clubes
| Club                   | País      | Año           |
| ---------------------- | --------- | ------------- |
| Platense               | Argentina | 2003-2005     |
| Deportivo Español      | Argentina | 2005-2006     |
| Acassuso               | Argentina | 2007-2009     |
| Flandria               | Argentina | 2009-2010     |
| Defensores de Belgrano | Argentina | 2010-2011     |
| Estudiantes (BA)       | Argentina | 2011-2012     |
| Chacarita Juniors      | Argentina | 2012-2013     |
| Tristán Suárez         | Argentina | 2013-presente |